# Vandiktebank

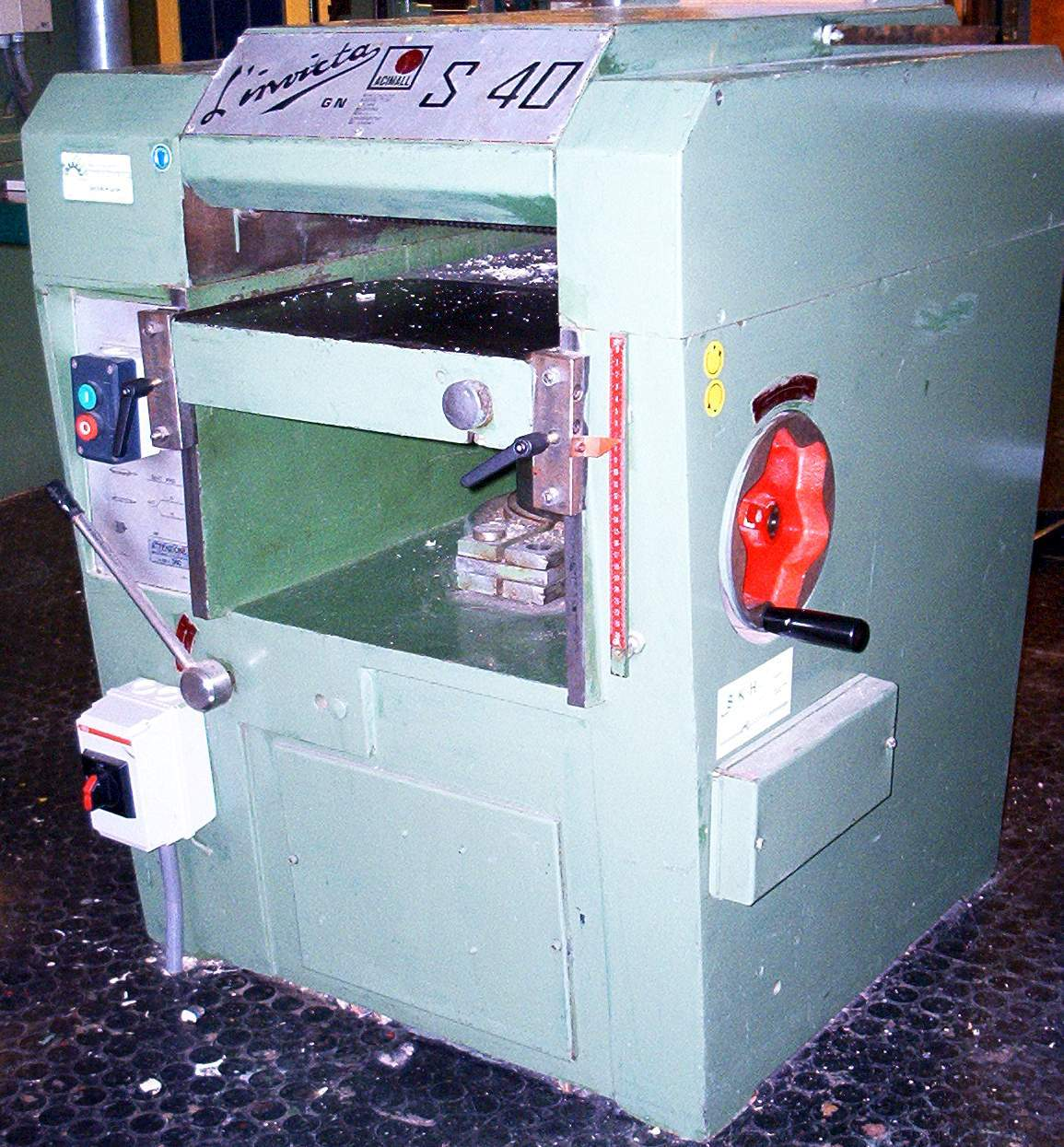
Vandiktebank.

De vandiktebank is een stationaire houtbewerkingsmachine om hout aan twee zijden zuiver op breedte en dikte te schaven (verspanen). De beitelas boven in de machine, met twee of vier op een as gemonteerde beitels, wordt door een zware elektromotor aangedreven. Dezelfde motor drijft ook de aan- en afvoerwalsen aan, die voor en achter de beitelas zitten. Deze voorzien in de doorvoer van het hout. Daaronder is een in hoogte verstelbaar blad aangebracht, waarin twee bladrollen zitten. Het hout wordt hierover doorgevoerd en aan de bovenzijde geschaafd.

Schema van de aanvoer en de as met twee schaafbeitels

Aan de zijkant van de machine zit een stelwiel voor de hoogte en aan de voorzijde een schaalverdeling voor het aflezen van de te maken houtmaat.
Om het hout zuiver haaks aan alle vier de zijden te schaven worden vaak vooraf met de vlakbank twee zijden (één breedte- en één diktezijde) van het hout geschaafd, waarna met de vandiktebank de andere twee zijden worden gedaan. Beide kunnen ook in dezelfde machine zijn geïntegreerd. Dan spreekt men van een vlakvandiktebank. 

## Spiraalas
De ontwikkeling van een spiraalas (helix) met tientallen (carbide)beitels heeft het mogelijk gemaakt snel een beschadigde beitel te vervangen of te wisselen. De beitels hebben vier gelijke vlakken en zijn met een schroef aan de as bevestigd. Ze vormen samen een grote spiraalvormige beitel. Door een schroef in het midden van een beiteltje los te draaien kan deze 90 graden worden gedraaid of vervangen. Zo komt een ongebruikte kant naar voren en kan er snel worden doorgewerkt met minimaal operationeel tijdsverlies. Bij een beitelas met brede beitels moet in die situatie de gehele beitel worden vervangen of geslepen en vakkundig worden gemonteerd en nauwkeurig gesteld.